# 香川県道122号津田引田線
香川県道122号津田引田線（かがわけんどう122ごう つだひけたせん）は、香川県さぬき市から東かがわ市に至る一般県道である。

## 概要
さぬき市津田町津田から東かがわ市引田に至る。

### 路線データ
- 起点：さぬき市津田町津田（津田町新町交差点、国道11号交点、香川県道134号讃岐津田停車場線終点）
- 終点：東かがわ市引田（国道11号交点）
- 総延長：23.541 km

## 路線状況

### 道路施設

#### 橋梁
- 馬篠橋（田尻川、東かがわ市）
- 番屋川大橋（番屋川、東かがわ市）
- 西村大橋（東かがわ市）
- 横内大橋（与田川、東かがわ市）
- 三本松大橋（古川、東かがわ市）
- 湊川大橋（湊川、東かがわ市）
- 新川橋（中川、東かがわ市）
- 岩崎橋（小海川・古川、東かがわ市）

## 地理

### 通過する自治体
- さぬき市
- 東かがわ市

### 交差する道路
| 交差する道路                           | 市町村名   | 交差する場所 | 交差する場所                                                                              |
| -------------------------------------- | ---------- | ------------ | ----------------------------------------------------------------------------------------- |
| 国道11号 香川県道134号讃岐津田停車場線 | さぬき市   | 津田町津田   | 津田町新町交差点                                                                          |
| 国道11号                               | さぬき市   | 津田町鶴羽   | バイパス起点【北緯34度16分23.4秒 東経134度17分13.6秒 / 北緯34.273167度 東経134.287111度】 |
| 香川県道122号津田引田線 / バイパス     | 東かがわ市 | 馬篠         | バイパス終点【北緯34度16分23.5秒 東経134度17分23.9秒 / 北緯34.273194度 東経134.289972度】 |
| 香川県道127号三本松港線                | 東かがわ市 | 三本松       |                                                                                           |
| 香川県道123号引田港線                  | 東かがわ市 | 引田         |                                                                                           |
| 国道11号 国道377号 重複                | 東かがわ市 | 引田         | 終点                                                                                      |

### 交差する鉄道
- 高徳線

### 沿線
- さぬき市立津田小学校
- 津田の松原